# Dinoderinae
Dinoderinae là một phân họ của họ beetles.